# 飲料封膜笑話

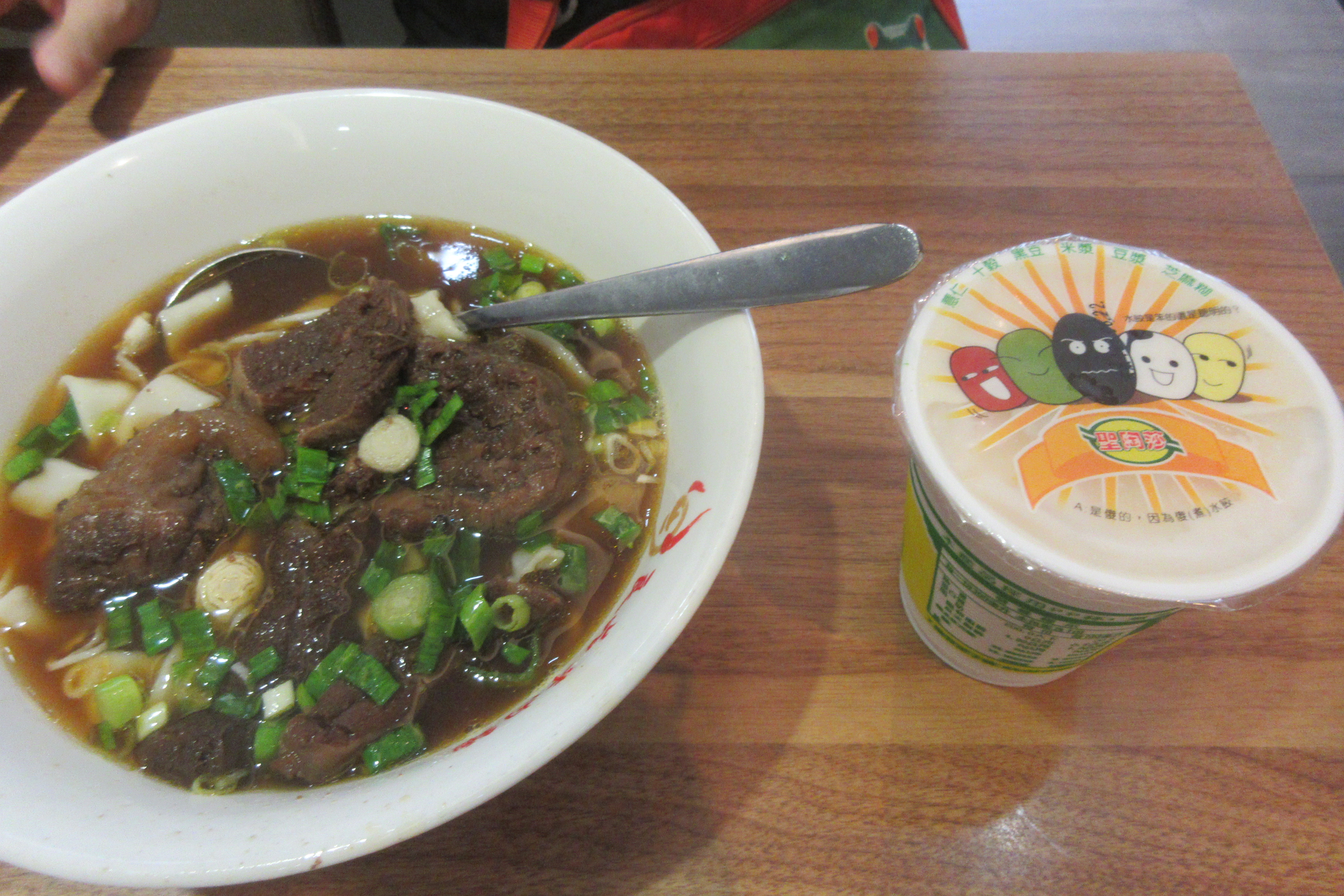
飲料封膜笑話一例，上面寫著：「水餃是笨的還是聰明的？A：是傻的，因為傻（煮）水餃」

飲料封膜笑話，又稱飲料杯笑話，是台灣獨特的飲食文化。在台灣，許多早餐店或冷飲店為推銷自家產品，都會在飲料封膜上印上冷笑話，這些笑話通常是以腦筋急轉彎的方式呈現，通常笑點頗低並且答案十分冷門，正因為這些笑話實在太過「難笑」，反而變相成為人們的討論話題，甚至在2015年時在Facebook還舉行了「飲料猜謎大匯集」，在2017年時亦有網友在Dcard上舉辦「飲料封膜爛笑話大賽」。